# Vicenta Cortés Alonso
Vicenta Cortés Alonso   (València, 1 de març de 1925 - València, 4 de gener de 2021) va ser una arxivera, investigadora i docent espanyola que va publicar nombrosos llibres sobre arxivística.

## Biografia
Va cursar els seus estudis a València, els primers anys a l'Escola Cossio i anys més tard la seva llicenciatura en Filosofia i Lletres, Secció d'Història, obtenint el Premi Extraordinari (1948). Distinció la qual tornarà a aconseguir en el seu Doctorat en Història a la Universitat Complutense de Madrid (1952), per la seva tesi sobre Història dels indis del sud-est dels Estats Units durant la segona meitat del segle xviii.
Va ingressar l'any 1954 al Cos Facultatiu d'Arxivers, Bibliotecaris i Arqueòlegs. El seu primer destí va ser l'Arxiu General d'Índies (1954-1957). Va ser directora de l'Arxiu de la Delegació d'Hisenda, on va realitzar un cens dels arxius del seu districte i del Centre Coordinador de Biblioteques de Huelva (1962-1964), directora del Gabinet de Documentació, Biblioteca i Arxiu del Ministeri d'Educació i Ciència (1968-1972), Inspectora General d'Arxius (1973-1984), i finalitzant la seva carrera professional a la Secció de Consells Suprimits de l'Arxiu Històric Nacional (1984-1990). On va realitzar una guia de la secció i un estudi de les sèries documentals més interessants.
En l'aspecte acadèmic de la seva carrera va ser professora d'Història d'Amèrica a les universitats de Madrid i Sevilla des de 1950 fins a 1956, professora de Paleografia de la Facultat de Filosofia i Lletres de la Universitat Nacional de Bogotá entre 1957 i 1959, professora d'Història a la Facultat d'Humanitats a la Universitat de Los Andes a Bogotá (1956-1959). A més, va ser professora d'etnohistòria en el Departament d'Història d'Amèrica de la Universitat Complutense des de 1968 fins a 1982.
Va ser ponent en nombrosos cursos d'arxivística tant a l'estat com a l'estranger, principalment a Hispanoamèrica i als Estats Units. A més, va participar en les reunions del Grup d'Arxivers de Madrid des dels seus inicis el 1981, on va abocar tots els seus coneixements i experiència obtinguda en els seus anys professionals per tal de garantir l'èxit d'aquest grup. També va tenir el càrrec de presidenta a l'ANABAD des de 1986 fins al 1992 on duia a terme el rellançament del butlletí d'aquesta associació i va dissenyar noves col·leccions entre les publicacions de l'entitat. Va ser vocal de la junta directiva d'Arxiu, Guerra Civil i Exili (AGE).
Va morir el 4 de gener de 2021.

## Premis, condecoracions i distincions[8][9]
- Premi Senyera de l'Ajuntament de València (1960)
- Membre de la American Academy of Franciscan History, Washington (1964)
- Condecoració de l'Orde “Al mèrit per serveis distingits” en el grau de Cavaller, del Perú (1980)
- Sòcia d'honor de l'Associació Peruana d'Arxivers, Lima (1980)
- Membre de la Society for Spanish and Portuguese Historical Studies (1984)
- Membre honorari de l'Institut Riva-Agüero, Lima (1991)
- Medalla d'honor de ANABAD, Toledo (1999)
- Premi de l'Associació d’Arxivers Valencians (2004)
- Condecoració de l'Arxiu General de la Nació del Perú, Lima (2004)
- Membre corresponent de l'Acadèmia Nacional de la Història del Perú, Lima (2004)
- Homenatge del Grup d'Arxivers de la Comunitat de Madrid (2005)
- Sòcia d'honor de l'Associació Uruguaiana de Archivólogos, Montevideo (2009)
- Encàrrec del Mèrit Civil del Ministeri d'Afers exteriors (2011), reconeixement oficial del govern d'Espanya a una carrera professional rica i variada.